# Maria Theresa (eiland)
Maria Theresa of Tabor is mogelijk een eiland in de Grote Oceaan. Het eiland ligt ten oosten van Nieuw-Zeeland en ten zuiden van Frans-Polynesië. De precieze locatie van het eiland is onduidelijk en het is zelfs niet zeker of het eiland ooit wel bestaan heeft. Vaak wordt daarom aangenomen dat het om een spookeiland gaat. Het eiland is door geen enkel land opgeëist.
Het eiland zou op 16 november 1843 ontdekt zijn door Asaph P. Taber. Volgens het logboek van Taber bevond het eiland zich op 36°50' Z, 136°39' W. De oudste melding van het eiland komt uit een Nieuw-Zeelandse krant uit 1856, waarin het gelokaliseerd wordt 37°00' Z, 151°13' W. In 1957 en 1983 werden pogingen gedaan het eiland te vinden, zonder succes. Bij dat laatste onderzoek werd op basis van oude zeekaarten en beschrijvingen bepaald, dat Maria Theresa, als het (nog) bestaat, waarschijnlijk duizend kilometer meer naar het oosten ligt. In 1966 werd er melding gemaakt van een radiozending vanuit Maria Theresa, maar dat bleek later een grap te zijn geweest.

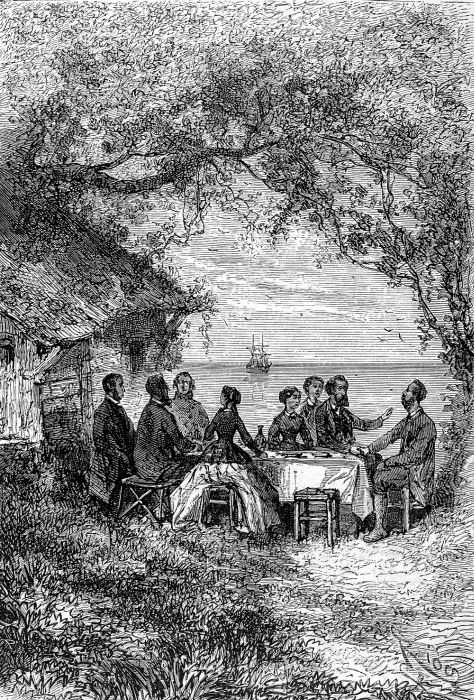
Maria Theresa op een illustratie uit De kinderen van kapitein Grant

Het is mogelijk dat het eiland niet of niet meer bestaat. Op sommige kaarten staat het eiland niet weergegeven, op andere wel. In De Grote Bosatlas staat Maria Theresa wel weergegeven. Aangezien het waarschijnlijk om een koraalrif gaat, is het mogelijk dat het eiland inmiddels in zee is verdwenen.
Het eiland komt voor in Jules Vernes romans De kinderen van kapitein Grant en Het geheimzinnige eiland.
Een vergelijkbaar eiland is Ernest-Legouvé.